# Cheiracanthium gratum
Cheiracanthium gratum is een spinnensoort uit de familie Cheiracanthiidae.
De wetenschappelijke naam van de soort werd in 1897 gepubliceerd door Władysław Kulczyński.